# توتو (بازیکن فوتبال)
توتو (به پرتغالی: Livonir Ruschel) مهاجم اهل برزیل است که در شهر Dionísio Cerqueira و در تاریخ ۲ ژوئیهٔ ۱۹۷۹ به دنیا آمده‌است.
توتو در تیم‌های فوتبال Glória، کاوازاکی فرونتال، توکیو، باشگاه فوتبال اوراوا رد دایموندز، شیمیزو اس-پالس، Omiya Ardija، Ponte Preta، Beitar Jerusalem، São Caetano، Sertãozinho، Shonan Bellmare، Chapecoense سابقهٔ حضور دارد.